# Kanton Laroquebrou
Der Kanton Laroquebrou war bis 2015 ein französischer Wahlkreis im Département Cantal und in der damaligen Region Auvergne. Er umfasste 14 Gemeinden im Arrondissement Aurillac; sein Hauptort (frz.: chef-lieu) war Laroquebrou. Die landesweiten Änderungen in der Zusammensetzung der Kantone brachten im März 2015 seine Auflösung. Vertreter im conseil général des Départements war zuletzt von 2008 bis 2015 Michel Cabanes.

## Gemeinden
| Gemeinde               | Einwohner Jahr | Fläche km² | Bevölkerungsdichte | Code INSEE | Postleitzahl |
| ---------------------- | -------------- | ---------- | ------------------ | ---------- | ------------ |
| Arnac                  | 158 (2013)     | –          | – Einw./km²        | 15011      | 15150        |
| Ayrens                 | 609 (2013)     | –          | – Einw./km²        | 15016      | 15250        |
| Cros-de-Montvert       | 203 (2013)     | –          | – Einw./km²        | 15057      | 15150        |
| Glénat                 | 185 (2013)     | –          | – Einw./km²        | 15076      | 15150        |
| Lacapelle-Viescamp     | 505 (2013)     | –          | – Einw./km²        | 15088      | 15150        |
| Laroquebrou            | 831 (2013)     | –          | – Einw./km²        | 15094      | 15150        |
| Montvert               | 116 (2013)     | –          | – Einw./km²        | 15135      | 15150        |
| Nieudan                | 110 (2013)     | –          | – Einw./km²        | 15143      | 15150        |
| Rouffiac               | 212 (2013)     | –          | – Einw./km²        | 15165      | 15150        |
| Saint-Étienne-Cantalès | 138 (2013)     | –          | – Einw./km²        | 15182      | 15150        |
| Saint-Gérons           | 221 (2013)     | –          | – Einw./km²        | 15189      | 15150        |
| Saint-Santin-Cantalès  | 315 (2013)     | –          | – Einw./km²        | 15211      | 15150        |
| Saint-Victor           | 113 (2013)     | –          | – Einw./km²        | 15217      | 15150        |
| Siran                  | 494 (2013)     | –          | – Einw./km²        | 15228      | 15150        |